# Invincible (альбом Skillet)
Invincible (с англ. — «Неуязвимый») — третий студийный альбом христианской рок-группы Skillet, выпущенный лейблами Ardent Records и ForeFront Records 1 февраля 2000 года.

## Запись и выход альбома
В 1999 году гитарист Кен Стортс покинул Skillet, и его место занял Кевин Хааланд. Супруга Джона Купера Кори Купер окончательно решила остаться в коллективе после участия в концертном туре Skillet в поддержку альбома Hey You, I Love Your Soul. Вследствие изменений состава группы в значительной степени изменился и музыкальный стиль. В обновлённом составе музыканты приступили к записи нового студийного альбома. При работе над пластинкой коллектив использовал множество элементов индастриала, техно и электронной музыки. В этот период времени участники Skillet находились под влиянием творчества группы Nine Inch Nails.
Третий студийный альбом Invincible вышел 1 февраля 2000 года. После релиза пластинки из группы ушёл барабанщик Трей МакКларкин, ему на смену пришла Лори Петерс. Уже с новой участницей был снят видеоклип на песню «Best Kept Secret».

## Мнения критиков
Стив Хьюи, обозреватель Allmusic, присудил пластинке 3.5 звезды из 5. Он оценил сочетание духовной лирики альбома с агрессивным, но мелодичным звуком. Редактор Jesus Freak Hideout Джон Дибиэйз присудил Invincible 4 звезды. В своём обзоре Дибиэйз написал, что изменение в стиле пошло группе на пользу. В завершение рецензии критик назвал Invincible одним из лучших альбомов 2000 года.

## Список композиций
Слова и музыка всех песен — Джон Купер, за исключением отмеченного.
| №                   | Название                  | Автор(ы)               | Перевод                      | Длительность |
| ------------------- | ------------------------- | ---------------------- | ---------------------------- | ------------ |
| 1.                  | «Best Kept Secret»        |                        | Строжайшая тайна             | 3:55         |
| 2.                  | «You Take My Rights Away» |                        | Ты снова отнимаешь мои права | 4:32         |
| 3.                  | «Invincible»              |                        | Непобедимый                  | 3:51         |
| 4.                  | «Rest»                    | Джон Купер, Кори Купер | Покой                        | 3:48         |
| 5.                  | «Come On to the Future»   |                        | Вперёд в будущее             | 3:54         |
| 6.                  | «You’re Powerful»         | Джон Купер, Кори Купер | Ты могуществен               | 3:26         |
| 7.                  | «I Trust You»             | Джон Купер, Кори Купер | Я доверяю тебе               | 3:38         |
| 8.                  | «Each Other»              | Джон Купер, Кори Купер | Друг друга                   | 3:26         |
| 9.                  | «The Fire Breathes»       |                        | Огонь дышит                  | 3:41         |
| 10.                 | «Say It Loud»             |                        | Скажи это громче             | 3:32         |
| 11.                 | «The One»                 |                        | Единственный                 | 4:12         |
| 12.                 | «You’re in My Brain»      |                        | Ты в моей голове             | 10:40        |
| Общая длительность: | Общая длительность:       | Общая длительность:    | Общая длительность:          | 52:38        |

- Последняя композиция содержит скрытый трек «Angels Fall Down» (в пер. с англ. «Ангелы падают вниз»).

## Участники записи
| Skillet - Джон Купер — вокал, бас-гитара, клавишные, продюсирование - Кори Купер — клавишные, программирование, семплинг - Кевин Хааланд — электрогитара - Трей МакКларкин — ударные | Дополнительный персонал - Скид Миллс — звукоинженер, микширование, продюсирование - Патрик Скулс, Дина Кей — исполнительные продюсеры - Скотт Халл — мастеринг - Бред Блэквуд — цифровой монтаж - Джейсон Летшоу, Мэтт Мертоун, Пит Мэтьюс — ассистенты звукоинженера - Алиен Кларк — фотограф - Diciple Design — оформление обложки |

## Позиции в чартах
| Чарт (2000)                | Наивысшая позиция |
| -------------------------- | ----------------- |
| Top Contemporary Christian | 13                |
| Top Heatseekers            | 22                |

## История релиза
| Территория   | Дата           | Лейбл(ы)                 | Формат(ы)            |
| ------------ | -------------- | ------------------------ | -------------------- |
| Европа · США | 1 февраля 2000 | Ardent / ForeFront       | CD                   |
| Мир          | 3 марта 2003   | EMI                      | Цифровая дистрибуция |
| Европа · США | 28 июня 2005   | Ardent / Epic / Columbia | CD                   |